# Liste von Bismarcktürmen
Die Liste von Bismarcktürmen ist alphabetisch nach Ländern und Bundesländern gegliedert und enthält neben einigen wesentlichen Daten auch Hinweise über den Erhalt. Die weitere Sortierung kann nach Standort, Baujahr oder Höhe erfolgen.
| Objekt                                   | Staat/Land | Standort                                                                                            | Fertigstellung | Zerstörung       | Höhe                                  | Bemerkung | Bild |
| ---------------------------------------- | ---------- | --------------------------------------------------------------------------------------------------- | -------------- | ---------------- | ------------------------------------- | --- | ---- |
| Bismarck-Nationaldenkmal (Aabenraa)      | DK         | Apenrade/Nordschleswig (seit 1920 Dänemark) ⊙                                                       | 1901           | 1945             | 45 m                                  | 1895 bis 1901 errichtet. Wurde 1945 gesprengt. Schon 1919 war das sieben Meter hohe Bismarck-Standbild über die neue deutsch-dänische Grenze nach Schleswig-Holstein zum Scheersberg gebracht worden; es steht seit 1930 auf dem Aschberg bei Ascheffel. |      |
| Bismarckturm (Ettlingen)                 | DE–BW      | Ettlingen ⊙                                                                                         | 1901           | nein             | 17 m                                  | |      |
| Bismarckturm (Freiburg im Breisgau)      | DE–BW      | Freiburg im Breisgau ⊙                                                                              | 1900           | nein             | 12,6 m                                | |      |
| Bismarckturm (Heidelberg)                | DE–BW      | Heidelberg ⊙                                                                                        | 1903           | nein             | 15 m                                  | Entwurf Götterdämmerung von Wilhelm Kreis |      |
| Bismarckturm (Hornisgrinde)              | DE–BW      | Sasbach ⊙                                                                                           | 1871           | nein             | 7 m                                   | Seit wann die Bezeichnung Bismarckturm besteht, ist nicht mehr nachweisbar. |      |
| Bismarckturm (Konstanz)                  | DE–BW      | Konstanz-Petershausen am Bodensee ⊙                                                                 | 1902           | nein             | 22,8 m                                | höchster Bismarckturm in Baden-Württemberg |      |
| Bismarckturm (Mosbach)                   | DE–BW      | Mosbach-Neckarelz ⊙                                                                                 | 1905           | nein             | 9,5 m                                 | Standort: Hamberg |      |
| Bismarckturm (Stuttgart)                 | DE–BW      | Stuttgart ⊙                                                                                         | 1904           | nein             | 20 m                                  | Entwurf Götterdämmerung von Wilhelm Kreis |      |
| Bismarcksäule (Tauberbischofsheim)       | DE–BW      | Tauberbischofsheim ⊙                                                                                | 1903           | nein             | 9 m                                   | |      |
| Bismarckturm (Tübingen)                  | DE–BW      | Tübingen ⊙                                                                                          | 1907           | nein             | 16 m                                  | Entwurf Götterdämmerung von Wilhelm Kreis |      |
| Bismarckturm (Ansbach)                   | DE–BY      | Ansbach ⊙                                                                                           | 1903           | nein             | 12,7 m                                | Entwurf Götterdämmerung von Wilhelm Kreis |      |
| Bismarckturm (Augsburg)                  | DE–BY      | Steppach ⊙                                                                                          | 1901           | nein             | 20 m                                  | Entwurf Götterdämmerung von Wilhelm Kreis |      |
| Bismarckturm (Bad Kissingen)             | DE–BY      | Bad Kissingen ⊙                                                                                     | 1914           | nein             | 17,4 m                                | |      |
| Bismarckturm (Berg-Assenhausen)          | DE–BY      | Berg-Assenhausen ⊙                                                                                  | 1898–1899      | nein             | 30 m                                  | auf der Rottmannshöhe am Starnberger See; nach Entwurf von Theodor Fischer; einziges Bismarckdenkmal, dessen Planung und Bau schon zu Lebzeiten Bismarcks begonnen wurde |      |
| Bismarckturm (Coburg)                    | DE–BY      | Coburg ⊙                                                                                            | 1910           | nein             | 18 m                                  | Entwurf Götterdämmerung von Wilhelm Kreis |      |
| Bismarckturm (Fürth)                     | DE–BY      | Fürth ⊙                                                                                             | 1907           | 1938             | 17,5 m                                | Entwurf Götterdämmerung von Wilhelm Kreis, 1938 abgerissen |      |
| Bismarckturm (Hof)                       | DE–BY      | Hof (Saale) ⊙                                                                                       | 1914–1915      | nein             | 25 m                                  | |      |
| Bismarcksäule (Lappersdorf)              | DE–BY      | Schwaighausen-Geiersberg Lappersdorf ⊙                                                              | 1899           | nein             | 3,38 m                                | Die kleine dreieckige Säule wurde von Bismarckbegeisterten geplant und finanziert. Regensburger Offiziere des 11. Königlich-Bayerischen Infanterie-Regiments „Von der Tann“ mauerten sie aus Bruchsteinen auf. |      |
| Bismarckturm (Lauf)                      | DE–BY      | Lauf an der Pegnitz ⊙                                                                               | 1911           | nein             | 30 m                                  | Standort: Moritzberg in Röthenbach, nach 1918 Hindenburgturm, heute Moritzbergturm |      |
| Bismarckturm (Lichtenfels)               | DE–BY      | Lichtenfels ⊙                                                                                       | 1903           | nein             | 20,5 m                                | |      |
| Bismarckturm (Memmingen)                 | DE–BY      | Memmingen ⊙                                                                                         | 1904           | nein             | 18 m                                  | |      |
| Bismarckturm (Miltenberg)                | DE–BY      | Miltenberg ⊙                                                                                        |                | ja               |                                       | Ehemaliger Aussichtsturm. Nur Sandsteinpodest erhalten. |      |
| Bismarckturm (Weißenburg)                | DE–BY      | Weißenburg in Bayern ⊙                                                                              | 1911           | nein             | 12,65 m                               | Entwurf Götterdämmerung von Wilhelm Kreis |      |
| Bismarckturm (Würzburg)                  | DE–BY      | Würzburg ⊙                                                                                          | 1905           | nein             | 15 m                                  | Entwurf Götterdämmerung von Wilhelm Kreis |      |
| Bismarckwarte (Müggelberge)              | DE–BE      | auf den Müggelbergen ⊙                                                                              | 1904           | 1945             | 40 m                                  | im Frühjahr 1945 von den Deutschen gesprengt |      |
| Bismarckturm (Bad Freienwalde)           | DE–BB      | Bad Freienwalde (Oder) ⊙                                                                            | 1895           | nein             | 25 m                                  | Standort: Schlossberg, eingeweiht 1895 |      |
| Bismarckturm (Booßen)                    | DE–BB      | Frankfurt-Booßen ⊙                                                                                  | 1914           | nein             | 6,15 m                                | |      |
| Bismarckwarte (Brandenburg an der Havel) | DE–BB      | Brandenburg an der Havel ⊙                                                                          | 1908           | 1974             | 15 m                                  | seit 1958 Friedenswarte, 1974 gesprengt und neu errichtet |      |
| Bismarckturm (Burg (Spreewald))          | DE–BB      | Burg (Spreewald) ⊙                                                                                  | 1917           | nein             | 27 m                                  | |      |
| Bismarckturm (Frankfurt-Lichtenberg)     | DE–BB      | Frankfurt-Lichtenberg ⊙                                                                             | 1906           | nein             | 6 m                                   | |      |
| Bismarckturm (Koschenberg)               | DE–BB      | Senftenberg, auf dem Koschenberg bei Großkoschen ⊙                                                  | 1885           | 1915             |                                       | Holzbauweise, eingeweiht um 1885, 1915 abgerissen. |      |
| Bismarckturm (Pritzwalk)                 | DE–BB      | Pritzwalk ⊙                                                                                         | 1905           | nein             | 18,5 m                                | Standort: Trappenberg, eingeweiht 1905 |      |
| Bismarckturm (Rathenow)                  | DE–BB      | Rathenow ⊙                                                                                          | 1914           | nein             | 32 m                                  | Standort: Weinberg, eingeweiht 1914, Turm des Monats Juni 2004, Standbild von Lilli Finzelberg, zerstört |      |
| Bismarckturm (Senftenberg-West)          | DE–BB      | Senftenberg-West ⊙                                                                                  | 1914           | 1965             | 42,8 m                                | Eisenbeton mit Ziegelmauerverkleidung, als Wasserturm konzipiert. Einweihung 1914, 1965 gesprengt. |      |
| Bismarckturm (Spremberg)                 | DE–BB      | Spremberg ⊙                                                                                         | 1903           | nein             | 20,74 m                               | |      |
| Bismarckturm (Zehdenick)                 | DE–BB      | Zehdenick ⊙                                                                                         | 1900           | nein             | 14 m                                  | Entwurf Götterdämmerung von Wilhelm Kreis; Standort: Hoher Timpberg bei Klein-Mutz, eingeweiht 1900, restauriert 1999 |      |
| Bismarckturm (Bremerhaven)               | DE–HB      | Bremerhaven-Reinkenheide ⊙                                                                          | 1911           | 1966             | 22,6 m                                | Nach dem Zweiten Weltkrieg verfallen, Ruine 1966 gesprengt und abgetragen. |      |
| Bismarckturm (Hamburg)                   | DE–HH      | Hamburg ⊙                                                                                           | 1890           | 1926 o. 1942     |                                       | Um 1890 wurde an dem am Hafen gelegenen Vergnügungslokal „Trichter“ ein Aussichtsturm mit Beleuchtungsfunktion errichtet. Etwa 1906 wurde dieser in „Bismarckturm“ umbenannt. Die Benennung könnte mit der Einweihung des benachbarten 35 m hohen Bismarckdenkmals im Hamburger Elbpark am 2. Juni 1906 in Zusammenhang stehen. Die Gartenwirtschaft samt Turm soll im Jahr 1926 abgerissen worden sein, nach anderen Quellen 1942 durch Fliegerbomben zerstört. |      |
| Bismarckturm (Bensheim)                  | DE–HE      | Bensheim, auf dem Hemsberg ⊙                                                                        | 1902           | nein             | 19 m                                  | |      |
| Bismarckturm (Darmstadt)                 | DE–HE      | Darmstadt, Dommerberg ⊙                                                                             | 1908           | nein             | 25 m                                  | |      |
| Bismarckturm (Eschwege)                  | DE–HE      | Eschwege, Großer Leuchtberg ⊙                                                                       | 1903           | nein             | 26 m                                  | |      |
| Bismarckturm (Gießen)                    | DE–HE      | Gießen ⊙                                                                                            | 1906           | nein             | 15 m                                  | |      |
| Bismarckturm (Hanau)                     | DE–HE      | Hanau ⊙                                                                                             | 1905           | nein             | 18 m                                  | Entwurf Götterdämmerung von Wilhelm Kreis |      |
| Bismarckturm (Kassel)                    | DE–HE      | Kassel, Brasselsberg ⊙                                                                              | 1904           | nein             | 25,5 m                                | Höchster Turm nach dem Entwurf Götterdämmerung von Wilhelm Kreis |      |
| Bismarckwarte (Lindenfels)               | DE–HE      | Lindenfels, auf der Litzelröder Höhe ⊙                                                              | 1907           | nein             | 12,3 m                                | |      |
| Bismarcksäule (Marburg)                  | DE–HE      | Marburg, ⊙                                                                                          | 1904           | nein             | 15 m                                  | Entwurf Götterdämmerung von Wilhelm Kreis |      |
| Bismarckwarte (Mengeringhausen)          | DE–HE      | Mengeringhausen, auf der Matzenhöhe ⊙                                                               | 1903           | nein             | 10 m                                  | |      |
| Bismarckturm Schotten                    | DE–HE      | Schotten, Taufstein ⊙                                                                               | 1910           | nein             | 22 m                                  | |      |
| Bismarckturm (Wetzlar)                   | DE–HE      | Wetzlar ⊙                                                                                           | 1901           | nein             | 18 m                                  | früher Garbenheimer Warte |      |
| Bismarckturm (Wiesbaden)                 | DE–HE      | Wiesbaden ⊙                                                                                         | 1910           | 1918             | 50 m                                  | Holzturm; höchster je erbauter Bismarckturm; 1918 abgerissen |      |
| Bismarcksäule (Greifswald)               | DE–MV      | Greifswald, auf dem Epistelberg ⊙                                                                   | 1900           | nein             | 10 m                                  | Entwurf Götterdämmerung von Wilhelm Kreis |      |
| Bismarckturm (Krakow am See)             | DE–MV      | Krakow am See ⊙                                                                                     | 1907           | 1945             | 12 m                                  | 1945 gesprengt |      |
| Bismarcksäule (Rostock)                  | DE–MV      | Rostock                                                                                             | 1901           | 1956             | 8 m                                   | Entwurf Götterdämmerung von Wilhelm Kreis, 1935 Standort versetzt, 1956 abgetragen |      |
| Bismarckwarte (Seebad Heringsdorf)       | DE–MV      | Seebad Heringsdorf ⊙                                                                                | 1907           | 1946             | 42 m                                  | Bei Fertigstellung „Deutschlands höchste Feuersäule“; 1946 gesprengt. |      |
| Bismarckturm (Bad Lauterberg)            | DE–NI      | Bad Lauterberg, Kummelberg ⊙                                                                        | 1904           | nein             | 15 m                                  | |      |
| Bismarckturm (Bad Pyrmont)               | DE–NI      | Bad Pyrmont ⊙                                                                                       | 1913           | nein             | 27 m                                  | |      |
| Bismarckturm (Bad Rothenfelde)           | DE–NI      | Bad Rothenfelde ⊙                                                                                   | 1902           | 1979             | 14 m                                  | Holzkonstruktion, am 17. August 1979 wegen Baufälligkeit abgerissen |      |
| Bismarckturm (Bodenwerder)               | DE–NI      | Bodenwerder ⊙                                                                                       | 1913           | nein             | 13 m                                  | Quadratischer Aussichtsturm aus Sandstein mit Terrassenanbau mit Sandsteinmedaillon |      |
| Bismarckturm (Göttingen)                 | DE–NI      | Göttingen, Kleperberg ⊙                                                                             | 1896           | nein             | 31 m                                  | |      |
| Bismarckturm (Hameln)                    | DE–NI      | Hameln ⊙                                                                                            | 1910           | nein             | 13,5 m                                | |      |
| Bismarcksäule (Hannover)                 | DE–NI      | Hannover ⊙                                                                                          | 1904           | 1934             | 20 m                                  | erbaut um 1905, 1934 zum Bau des Maschsees abgetragen |      |
| Bismarckturm (Hildesheim)                | DE–NI      | Hildesheim ⊙                                                                                        | 1905           | nein             | 20 m                                  | Entwurf Götterdämmerung von Wilhelm Kreis |      |
| Bismarckturm (Oberg)                     | DE–NI      | Ilsede, Oberg ⊙                                                                                     | 1915           | nein             | 11,2 m                                | |      |
| Bismarckturm (Rosengarten)               | DE–NI      | Rosengarten (Landkreis Harburg) ⊙                                                                   | 1912           | 1945             | 23 m                                  | 1945 zerstört |      |
| Bismarckturm (Salzgitter)                | DE–NI      | Salzgitter, auf dem Hamberg in Salzgitter-Bad ⊙                                                     | 1900           | nein             | 17 m                                  | mit später errichtetem „Heimkehrerkreuz“ |      |
| Bismarckturm (Stade)                     | DE–NI      | Stade ⊙                                                                                             | 1895           | 1962             | 22,5 m                                | 1962 gesprengt |      |
| Bismarcksäule (Walsrode)                 | DE–NI      | Walsrode, an der Straße nach Rethem ⊙                                                               | 1911           | nein             | 9 m                                   | |      |
| Bismarckturm (Wittmar)                   | DE–NI      | Wittmar ⊙                                                                                           | 1901           | nein             | 24 m                                  | Entwurf Götterdämmerung von Wilhelm Kreis |      |
| Bismarckturm (Aachen)                    | DE–NW      | Aachen, Waldfriedhof ⊙                                                                              | 1907           | nein             | 15,6 m                                | |      |
| Bismarcksäule (Bad Berleburg)            | DE–NW      | Bad Berleburg ⊙                                                                                     | 1911           | nein             | 6,1 m                                 | Entwurf Götterdämmerung von Wilhelm Kreis |      |
| Bismarckturm (Bad Salzuflen)             | DE–NW      | Bad Salzuflen ⊙                                                                                     | 1900           | nein             | 18 m                                  | |      |
| Bismarckturm (Bielefeld)                 | DE–NW      | Bielefeld ⊙                                                                                         | 1895           | nein             | 9,5 m                                 | Heute Eiserner Anton. Eisenfachwerk-Turm als Aussichtsturm mit fünf Treppenläufen. |      |
| Bismarckturm (Bochum)                    | DE–NW      | Bochum ⊙                                                                                            | 1910           | nein             | 33 m                                  | Dritthöchster heute noch existierender Bismarckturm. Zweithöchster heute noch existierender Bismarckturm in Deutschland. |      |
| Bismarckturm (Bochum-Dahlhausen)         | DE–NW      | Bochum-Dahlhausen ⊙                                                                                 | 1902           | 1945             | 14,35 m                               | 1945 abgerissen |      |
| Bismarckturm (Bad Godesberg)             | DE–NW      | Bonn-Bad Godesberg ⊙                                                                                | 1902           | nein             | 20,4 m                                | Sechseckiger Turm als Aussichtsturm aus Sandstein mit Medaillon. Seit 1956 nicht mehr zugänglich, 2004 saniert. |      |
| Bismarckturm (Bonn-Gronau)               | DE–NW      | Bonn-Gronau ⊙                                                                                       | 1901           | nein             | 13 m                                  | Entwurf Götterdämmerung von Wilhelm Kreis. Quadratische Bismarcksäule als Aussichtsturm aus Basalt mit Relief, Wappen und Reichsadlermotiv. |      |
| Bismarckturm (Bonn-Venusberg)            | DE–NW      | Bonn-Venusberg ⊙                                                                                    | 1894           | 1912             | 16 m                                  | Holzbauweise. 1912 abgerissen. |      |
| Bismarckturm (Delecke)                   | DE–NW      | Möhnesee-Delecke ⊙                                                                                  | 1934           | nein             | 18 m                                  | letzter in Deutschland eingeweihter Bismarckturm |      |
| Bismarckturm (Dorsten)                   | DE–NW      | Dorsten, auf dem Freudenberg ⊙                                                                      | 1913           | 1920             | 16 m                                  | 1920 abgebrochen |      |
| Bismarckturm (Dortmund)                  | DE–NW      | Dortmund, im heutigen Westfalenpark ⊙                                                               | 1905           | 1957             | 21,65 m                               | 1957 wegen der Bundesgartenschau 1959 abgerissen. |      |
| Bismarckturm (Essen)                     | DE–NW      | Essen (Mechtenberg) ⊙                                                                               | 1900           | nein             | 16,75 m                               | Entwurf: Heinrich Tscharmann |      |
| Bismarckturm (Hagen)                     | DE–NW      | Hagen in Westfalen ⊙                                                                                | 1901           | nein             | 24 m                                  | Entwurf Götterdämmerung von Wilhelm Kreis |      |
| Bismarckturm (Hattingen)                 | DE–NW      | Hattingen ⊙                                                                                         | 1901           | nein             | 11 m                                  | |      |
| Bismarckturm (Herford)                   | DE–NW      | Herford ⊙                                                                                           | 1906           | nein             | 23,33 m                               | |      |
| Bismarckturm (Höxter)                    | DE–NW      | Höxter ⊙                                                                                            | 1900           | nein             | 13 m                                  | |      |
| Bismarckturm (Iserlohn)                  | DE–NW      | Iserlohn, Seilerwald, nahe der Grenze zu Hemer ⊙                                                    | 1915           | nein             | 14,5 m                                | |      |
| Bismarckturm (Köln)                      | DE–NW      | Köln-Bayenthal, Gustav-Heinemann-Ufer/Ecke Bayenthalgürtel ⊙                                        | 1903           | nein             | 27 m                                  | |      |
| Bismarcksäule (Lüdenscheid)              | DE–NW      | Lüdenscheid ⊙                                                                                       | 1902           | 1965             | 17,5 m                                | Entwurf Götterdämmerung von Wilhelm Kreis, 1965 abgerissen |      |
| Bismarckturm (Mülheim an der Ruhr)       | DE–NW      | Mülheim an der Ruhr ⊙                                                                               | 1909           | nein             | 27,5 m                                | Mit einem „elektrischen Beleuchtungskörper“ versehen. |      |
| Bismarckturm (Porta Westfalica)          | DE–NW      | Porta Westfalica ⊙                                                                                  | 1902           | 1952             | 22,5 m                                | 1952 durch einen Fernsehturm der Deutschen Bundespost ersetzt. |      |
| Bismarckturm (Remscheid)                 | DE–NW      | Remscheid ⊙                                                                                         | 1901           | nein             | 30 m                                  | |      |
| Bismarckturm (Rödinghausen)              | DE–NW      | Rödinghausen ⊙                                                                                      | 1911           | nein             | 6 m                                   | |      |
| Bismarckturm (Tecklenburg)               | DE–NW      | Tecklenburg ⊙                                                                                       | 1909           | nein             | 18 m                                  | |      |
| Bismarckturm (Unna)                      | DE–NW      | Fröndenberg-Frömern, Strickherdicke (Wilhelmshöhe) ⊙                                                | 1900           | nein             | 19,4 m                                | Entwurf von Bruno Schmitz |      |
| Bismarckturm (Velbert)                   | DE–NW      | Velbert (Langenberg (Rheinland)) ⊙                                                                  | 1906           | nein             | 28,4 m                                | |      |
| Bismarckturm (Viersen)                   | DE–NW      | Viersen ⊙                                                                                           | 1901           | nein             | 18,22 m                               | Entwurf Götterdämmerung von Wilhelm Kreis |      |
| Bismarckturm (Vlotho)                    | DE–NW      | Vlotho ⊙                                                                                            | 1903           | 1939             | 18 m                                  | 1939 abgerissen |      |
| Bismarckturm (Wiehl)                     | DE–NW      | Wiehl ⊙                                                                                             | 1909           | nein             | 16,8 m                                | |      |
| Bismarckturm (Wuppertal)                 | DE–NW      | Wuppertal ⊙                                                                                         | 1907           | nein             | 22 m                                  | Entwurf Götterdämmerung von Wilhelm Kreis |      |
| Bismarckturm (Altenkirchen)              | DE–RP      | Altenkirchen (Westerwald) ⊙                                                                         | 1922           | nein             | 14 m                                  | |      |
| Bismarckpavillon (Bad Bergzabern)        | DE–RP      | Bad Bergzabern ⊙                                                                                    | 1895           | 1965 (ca.)       |                                       | Holzbauweise, um 1965 abgerissen |      |
| Bismarckturm (Bad Bertrich)              | DE–RP      | Bad Bertrich ⊙                                                                                      | 1910           | nein             | 14 m                                  | Runder Turm als Aussichtsturm aus Grauwacke mit Medaillon. Medaillon 1942 demontiert und eingeschmolzen, 1960 ersetzt |      |
| Bismarckturm (Bad Ems)                   | DE–RP      | Bad Ems ⊙                                                                                           | 1901           | nein             | 12,5 m                                | Entwurf Götterdämmerung von Wilhelm Kreis |      |
| Bismarckturm (Idar-Oberstein)            | DE–RP      | Idar-Oberstein ⊙                                                                                    | 1907           | nein             | 15 m                                  | Entwurf Götterdämmerung von Wilhelm Kreis |      |
| Bismarckturm (Ingelheim)                 | DE–RP      | Ingelheim am Rhein ⊙                                                                                | 1912           | nein             | 31 m                                  | In der Weihnachtszeit als rote Weihnachtskerze beleuchtet („Ingelummer Kerz“) |      |
| Bismarckturm (Kallstadt)                 | DE–RP      | Kallstadt (bei Bad Dürkheim), Peterskopf ⊙                                                          | 1903           | nein             | 36 m                                  | |      |
| Bismarcksäule (Kirn)                     | DE–RP      | Kirn ⊙                                                                                              | 1901           | nein             | 12 m                                  | Entwurf Götterdämmerung von Wilhelm Kreis |      |
| Bismarckturm (Landau)                    | DE–RP      | Landau in der Pfalz ⊙                                                                               | 1910           | nein             | 12 m                                  | |      |
| Bismarckturm (Landstuhl)                 | DE–RP      | Landstuhl ⊙                                                                                         | 1900           | nein             | 19 m                                  | Entwurf Götterdämmerung von Wilhelm Kreis |      |
| Bismarckturm (Neuwied)                   | DE–RP      | Neuwied ⊙                                                                                           | 1911           | 1974             | 9 m                                   | 1974 abgerissen; am ehemaligen Standort befindet sich heute ein Gedenkstein. |      |
| Bismarcksäule (Rengsdorf)                | DE–RP      | Rengsdorf ⊙                                                                                         | 1903           | nein             | 13 m                                  | Entwurf Götterdämmerung von Wilhelm Kreis |      |
| Bismarckturm (Sargenroth)                | DE–RP      | Sargenroth ⊙                                                                                        | 1902           | nein             | 17,5 m                                | Entwurf Götterdämmerung von Wilhelm Kreis |      |
| Bismarckturm (Schoden)                   | DE–RP      | Schoden ⊙                                                                                           | 1903           | nein             | 5 m                                   | |      |
| Bismarckturm (Berggießhübel)             | DE–SN      | Bad Gottleuba-Berggießhübel ⊙                                                                       | 1899           | nein             | 25 m                                  | Medaillon 1945 verschollen und 1992 neu geschaffen |      |
| Bismarckturm (Chemnitz)                  | DE–SN      | Chemnitz, OT Borna, auf der Röhrsdorfer Höhe ⊙                                                      | 1906           | 1945             | 32 m                                  | Adler bereits 1923 verschollen, Turm 1945 zerstört |      |
| Bismarckturm (Dresden-Cossebaude)        | DE–SN      | Dresden, OT Cossebaude, auf der Herrenkuppe ⊙                                                       | 1913           | nein             | 4,5 m                                 | Nach einem Entwurf des Architekten Rudolf Kolbe |      |
| Bismarckturm (Dresden-Plauen)            | DE–SN      | Plauen (Dresden) ⊙                                                                                  | 1896           | nein             | 30 m                                  | heute Fichteturm |      |
| Bismarcksäule (Dresden-Räcknitz)         | DE–SN      | Dresden-Räcknitz ⊙                                                                                  | 1906           | nein             | 23 m                                  | Entwurf Götterdämmerung von Wilhelm Kreis |      |
| Bismarckturm (Frankenberg)               | DE–SN      | Frankenberg ⊙                                                                                       | 1915           | 1968             | 17,45 m                               | 1968 gesprengt |      |
| Bismarckturm (Freiberg)                  | DE–SN      | Freiberg, auf dem Galgenberg ⊙                                                                      | 1902           | 1952             | 10,5 m                                | Entwurf Götterdämmerung von Wilhelm Kreis; 1952 gesprengt |      |
| Bismarckturm (Glauchau)                  | DE–SN      | Glauchau ⊙                                                                                          | 1908–1910      | nein             | 45 m                                  | Am höchsten Punkt des Stadtgebiets; mit Wasserbehälter zur Trinkwasserversorgung der Oberstadt; 1945 in „Friedensturm“ umbenannt, Rückbenennung im September 1990; höchster heute noch existierender Bismarckturm |      |
| Bismarcksäule (Görlitz)                  | DE–SN      | Görlitz, auf der Landeskrone ⊙                                                                      | 1901           | nein             | 13 m                                  | Entwurf Götterdämmerung von Wilhelm Kreis |      |
| Bismarckturm (Grimma)                    | DE–SN      | Grimma, OT Höfgen ⊙                                                                                 | 1905           | nein             | 16 m                                  | auch Jutta-Turm genannt |      |
| Bismarckturm (Lützschena-Stahmeln)       | DE–SN      | Leipzig-Lützschena-Stahmeln ⊙                                                                       | 1915           | nein             | 30,75 m                               | |      |
| Bismarcksäule (Markneukirchen)           | DE–SN      | Markneukirchen ⊙                                                                                    | 1900           | nein             | 14 m                                  | Entwurf Götterdämmerung von Wilhelm Kreis |      |
| Bismarckturm (Meißen)                    | DE–SN      | Meißen ⊙                                                                                            | 1902           | 1937             | 23 m                                  | 1937 abgerissen |      |
| Bismarckturm (Netzschkau)                | DE–SN      | Brockau, auf dem Kuhberg ⊙                                                                          | 1900           | nein             | 21 m                                  | |      |
| Bismarckturm (Neugersdorf)               | DE–SN      | Neugersdorf, auf dem Hutungsberg (Eiskellerberg) ⊙                                                  | 1904           | nein             | 19,5 m                                | |      |
| Bismarckturm (Plauen)                    | DE–SN      | Plauen, OT Stöckigt, auf dem Kemmler ⊙                                                              | 1902           | nein             | 18,25 m                               | Entwurf Götterdämmerung von Wilhelm Kreis; seit 1946 Kemmler-Turm genannt |      |
| Bismarckturm (Radebeul)                  | DE–SN      | Radebeul, OT Oberlößnitz ⊙                                                                          | 1907           | nein             | 18 m                                  | nach individuellem Entwurf von Wilhelm Kreis; zur DDR-Zeit „Turm der Jugend“ genannt |      |
| Bismarckturm (Radefeld)                  | DE–SN      | Radefeld ⊙                                                                                          | 1902           | nein             | 16,4 m                                | |      |
| Bismarckturm (Schneeberg)                | DE–SN      | Schneeberg (Erzgebirge) ⊙                                                                           | 1893           | nein             | 21 m                                  | gebaut als Keilbergturm; seit 1899 Bismarckturm genannt |      |
| Bismarckturm (Thermalbad Wiesenbad)      | DE–SN      | Thermalbad Wiesenbad ⊙                                                                              | 1899           | nein             | 15 m                                  | auch May’s Turm |      |
| Bismarckturm (Weinböhla)                 | DE–SN      | Weinböhla ⊙                                                                                         | 1903           | nein             | 20 m                                  | seit 1956 Friedensturm |      |
| Bismarckturm (Wurzen)                    | DE–SN      | Wurzen, OT Dehnitz, auf dem Wachtelberg ⊙                                                           | 1908           | nein             | 19,4 m                                | nach individuellem Entwurf von Wilhelm Kreis |      |
| Bismarckturm (Zwickau)                   | DE–SN      | Zwickau, auf dem Windberg ⊙                                                                         | 1900           | 1963             | 13 m                                  | 1963 abgebrochen |      |
| Bismarckturm (Ballenstedt)               | DE–ST      | Ballenstedt-Opperode ⊙                                                                              | 20. Mai 1931   | nein             | 11 m                                  | Entwurf Götterdämmerung von Wilhelm Kreis; Sanierung 1994–1995 |      |
| Bismarckturm (Burg bei Magdeburg)        | DE–ST      | Burg (bei Magdeburg) ⊙                                                                              | 22. März 1907  | nein             | 27 m                                  | Architekt: Hermann Eggert; Während der Zeit der DDR wurde der Turm nach dem Höhenzug, auf dessen Ausläufern er sich befindet, Flämingturm genannt. Sanierung 2006 |      |
| Bismarckturm (Calbe)                     | DE–ST      | Calbe (Saale), Wartenberg ⊙                                                                         | 22. März 1904  | nein             | 30 m                                  | Höchster Bismarckturm in Sachsen-Anhalt; Sanierung in den 1990er-Jahren |      |
| Bismarckturm (Coswig)                    | DE–ST      | Coswig (Anhalt) ⊙                                                                                   | 31. Aug. 1902  | nein             | 15 m                                  | |      |
| Schillerturm (Dessau)                    | DE–ST      | Dessau-Roßlau ⊙                                                                                     | 1. Apr. 1915   | nein             | 12,5 m                                | 1955 Umbenennung in Schillerturm, Sanierung 2005 |      |
| Bismarckturm (Halberstadt)               | DE–ST      | Halberstadt ⊙                                                                                       | 22. März 1907  | nein             | 22 m                                  | Sanierung 1996–1998 |      |
| Bismarckturm (Hasselfelde)               | DE–ST      | Carlshaushöhe bei Hasselfelde ⊙                                                                     | 21. Mai 1901   | 1981             | 20 m                                  | Der Turm wurde 1981 von der sowjetischen Armee abgerissen, weil er auf militärischem Sperrgebiet stand |      |
| Bismarckturm (Naumburg)                  | DE–ST      | Naumburg (Saale) im Burgenlandkreis ⊙                                                               | 30. Aug. 1902  | nein             | 14 m                                  | 1945 Umbenennung in Burgscheidelturm. Bismarckrelief verschollen. 1992 saniert. |      |
| Bismarckturm (Osterwieck)                | DE–ST      | Großer Fallstein bei Osterwieck ⊙                                                                   | 21. Aug. 1904  | nein             | 19 m                                  | Sanierung 1974–1975 |      |
| Bismarckturm (Petersberg)                | DE–ST      | Petersberg bei Halle ⊙                                                                              | 24. Sep. 1902  | nein             | 15 m                                  | Entwurf Götterdämmerung von Wilhelm Kreis; der Turm wurde 1945 zerstört und war bis 2000 nicht besteigbar; Sanierung 1999–2000 |      |
| Bismarckturm (Quedlinburg)               | DE–ST      | Quedlinburg ⊙                                                                                       | 1. Apr. 1896   | nein             | 20 m                                  | Sanierung 1993–1994; der Turm ist nicht besteigbar. |      |
| Bismarckturm (Salzwedel)                 | DE–ST      | Salzwedel, Schwarzer Berg bei Steinitz ⊙                                                            | 1. Apr. 1900   | nein             | 25 m                                  | |      |
| Bismarckturm (Schnarsleben)              | DE–ST      | Niederndodeleben, Großer Wartberg bei Schnarsleben ⊙                                                | 11. Sep. 1910  | nein             | 12 m                                  | Sanierung 1993–1994 |      |
| Bismarckturm (Schönebeck)                | DE–ST      | Bierer Berg bei Schönebeck ⊙                                                                        | 29. Mai 1897   | nein             | 13,5 m                                | Höhe vor 1907: 10 m; 1994 saniert |      |
| Bismarckturm (Weißenfels)                | DE–ST      | Weißenfels ⊙                                                                                        | 28. Aug. 1907  | nein             | 21 m                                  | Im Rahmen der schrittweise erfolgenden Sanierung wurde 2007 die Turmkuppel zum 100-jährigen Turmjubiläum fertiggestellt. Die vier zu DDR-Zeiten entfernten Adler kamen paarweise im Mai 2010 und im Juni 2012 wieder zurück zum Turm. Schwerpunkt 2013 ist die Gestaltung des Außenbereichs. |      |
| Bismarckturm (Wettin)                    | DE–ST      | Wettin ⊙                                                                                            | 4. Juni 1905   | nein             | 21,5 m                                | Der Turm ist der höchste Aussichtspunkt im Saalekreis. |      |
| Bismarckturm (Aumühle)                   | DE–SH      | Aumühle ⊙                                                                                           | 1901           | nein             | 28 m                                  | Erbaut 1901 als Wasserturm; heutige Nutzung: Gemeindebibliothek, Gemeindearchiv, Mobilfunkantennenträger |      |
| Bismarcksäule (Friedrichsruh)            | DE–SH      | Friedrichsruh, Reinbek-Krabbenkamp ⊙                                                                | 1903           | nein             | 19 m                                  | Entwurf Götterdämmerung von Wilhelm Kreis |      |
| Bismarcksäule (Itzehoe)                  | DE–SH      | Itzehoe ⊙                                                                                           | 1905           | nein             | 18 m                                  | Entwurf Götterdämmerung |      |
| Bismarckturm (Lütjenburg)                | DE–SH      | Lütjenburg ⊙                                                                                        | 1898           | nein             | 18,5 m                                | eingeweiht am 2. September 1898 |      |
| Bismarckturm (Malente)                   | DE–SH      | Malente ⊙                                                                                           | 1908           | 1918             | 28 m                                  | Holzbauweise, 1908 fertiggestellt, 1918 abgebrochen. |      |
| Bismarcksäule (Pariner Berg)             | DE–SH      | Bad Schwartau, auf dem Pariner Berg ⊙                                                               | 1902           | nein             | 12,8 m                                | |      |
| Bismarckturm (Scheersberg)               | DE–SH      | Scheersberg ⊙                                                                                       | 1903           | nein             | 32,3 m                                | Höhe incl. Fahnenmastspitze |      |
| Bismarcksäule (Waldshagen)               | DE–SH      | Plön, bei Bosau am Vierer See ⊙                                                                     | 1913           | nein             | 26 m                                  | |      |
| Bismarckturm (Altenburg)                 | DE–TH      | Altenburg ⊙                                                                                         | 1915           | nein             | 33 m                                  | ab 1948 Turm der Jugend |      |
| Bismarckturm (Apolda)                    | DE–TH      | Apolda ⊙                                                                                            | 1904           | nein             | 23,75 m                               | Bismarckrelief verschollen |      |
| Bismarckturm (Auleben)                   | DE–TH      | Auleben ⊙                                                                                           | 1905           | nein             | 7,9 m                                 | Quadratischer Turm als Aussichtsturm aus Naturstein mit Bronzemedaillon |      |
| Bismarckturm (Bad Sulza)                 | DE–TH      | Bad Sulza ⊙                                                                                         | 1902           | 1942             |                                       | 1942 abgerissen |      |
| Bismarckturm (Eisenach)                  | DE–TH      | Eisenach ⊙                                                                                          | 1902           | 1963             | 18 m                                  | Entwurf Götterdämmerung von Wilhelm Kreis, 1963 abgerissen |      |
| Bismarckturm (Erfurt)                    | DE–TH      | Erfurt ⊙                                                                                            | 1901           | nein             | 22 m                                  | Entwurf Götterdämmerung von Wilhelm Kreis, später Friedensturm |      |
| Bismarcksäule (Gera)                     | DE–TH      | Gera ⊙                                                                                              | 1902           | 1949             | 20,5                                  | Entwurf Götterdämmerung von Wilhelm Kreis, 1949 abgerissen. |      |
| Bismarcksäule (Heilsberg)                | DE–TH      | Heilsberg, Viehberg ⊙                                                                               | 1902           | nein             | 7 m                                   | |      |
| Bismarckturm (Hildburghausen)            | DE–TH      | Hildburghausen ⊙                                                                                    | 1882           | nein             | 15 m                                  | |      |
| Bismarckturm (Jena)                      | DE–TH      | Jena ⊙                                                                                              | 1909           | nein             | 21 m                                  | |      |
| Bismarcksäule (Keilhau)                  | DE–TH      | Keilhau, Kolmberg ⊙                                                                                 | 1899           | nein             | 12 m                                  | |      |
| Bismarckturm (Lehesten)                  | DE–TH      | Lehesten ⊙                                                                                          | 1902           | 1979             | 21,8 m                                | 1979 abgerissen, heute steht in der Nähe der neue Altvaterturm |      |
| Bismarckturm (Meiningen)                 | DE–TH      | Meiningen                                                                                           | 1898           | 1927             | 21,5 m                                | 1927 abgerissen |      |
| Bismarckturm (Neustadt/Orla)             | DE–TH      | Neustadt (Orla), Kesselberg ⊙                                                                       | 1915           | nein             | 32,65 m                               | |      |
| Bismarcksäule (Remda)                    | DE–TH      | Remda ⊙                                                                                             | 1903           | nein             | 5 m                                   | |      |
| Bismarcksäule (Reust)                    | DE–TH      | Reust ⊙                                                                                             | 1902           | nein             | 21 m                                  | Entwurf Götterdämmerung von Wilhelm Kreis |      |
| Bismarcksäule (Rothenburg/Kyffhäuser)    | DE–TH      | Rothenburg (Kyffhäuser) ⊙                                                                           | 1906           | nein             | 21 m                                  | |      |
| Bismarckturm (Rudolstadt)                | DE–TH      | Rudolstadt, Zeigerheimer Berg ⊙                                                                     | 1899           | nein             | 9,5 m                                 | 1950 in Geschwister-Scholl-Turm umbenannt |      |
| Bismarckturm (Sitzendorf)                | DE–TH      | Sitzendorf ⊙                                                                                        | 1895           | nein             | 22 m                                  | |      |
| Bismarckturm (Sondershausen)             | DE–TH      | Sondershausen, Spatenberg ⊙                                                                         | 1895           | nein             | 19,5 m                                | heute Spatenbergturm |      |
| Bismarckturm (Suhl)                      | DE–TH      | Suhl ⊙                                                                                              | 1896           | nein             | 21 m                                  | nach Beschädigungen im Zweiten Weltkrieg als Dombergturm wiederaufgebaut |      |
| Bismarckturm (Vacha)                     | DE–TH      | Vacha, auf dem Öchsenberg ⊙                                                                         | 1902           | nein             | 12 m                                  | 1978 gesprengt wegen Basaltabbau |      |
| Bismarckturm (Weimar)                    | DE–TH      | Weimar, auf dem Ettersberg ⊙                                                                        | 1901           | 1949             | 43 m                                  | Am 11. Mai 1949 gesprengt zur Vorbereitung der Bauarbeiten für die Nationale Mahn- und Gedenkstätte Buchenwald |      |
| Bismarckturm (Metz)                      | FR         | Metz, Scy-Chazelles ⊙                                                                               | 1902           | nein             | 13,5 m                                | Entwurf Götterdämmerung von Wilhelm Kreis |      |
| Bismarcksäule (Mörchingen)               | FR         | Mörchingen ⊙                                                                                        | 1901           | 1918             | 6,7 m                                 | Entwurf Götterdämmerung von Wilhelm Kreis, 1918 abgerissen. |      |
| Turm von Vaurseine                       | FR         | nahe Laon, im Ort Vaurseine, Gemeinde Ployart et Vaurseine ⊙                                        | 1915           | nein             |                                       | Spätmittelalterlicher Steinturm, während der Dauer der Besetzung der Region durch deutsche Truppen im Ersten Weltkrieg in Bismarckturm umbenannt. |      |
| Bismarckturm (Rosenau)                   | AT         | Zwettl-Niederösterreich bei Rosenau ⊙                                                               | 1907           | nein             | 9 m                                   | |      |
| Bismarckturm (Birnbaum)                  | PL         | Międzychód ⊙                                                                                        | 1900           | 1937             | 13,5 m                                | 1900 eingeweiht, 1937 abgetragen |      |
| Bismarckturm (Bromberg)                  | PL         | Bydgoszcz, auf der Bismarck-Höhe an der Brahe ⊙                                                     | 1913           | 1928             | 25 m                                  | 1913 eingeweiht, 1921 in Freiheitsturm umbenannt, 1928 gesprengt. |      |
| Bismarckturm (Culm)                      | PL         | Chełmno, an der Stelle der alten Ordensburg ⊙                                                       | 1909           | 1920/21          | 23 m                                  | abgerissen |      |
| Bismarckturm (Drengfurth)                | PL         | Srokowo, Landschaft Barten, östlich der Stadtmitte auf Anhöhe ⊙                                     | 1902           | nein             | 12,5 m                                | verfällt |      |
| Bismarckturm (Drossen)                   | PL         | Ośno Lubuskie ⊙                                                                                     |                | ja               | 12 m                                  | Holzbauweise; abgerissen |      |
| Bismarckturm (Elbing)                    | PL         | Elbląg, Stagnitter Höhen in der Nähe des Forsthauses Seeteich ⊙                                     | 1904           | ja               | 12 m                                  | Abgerissen (1945) |      |
| Bismarckturm (Filehne)                   | PL         | Wieleń, auf Knospes Höh ⊙                                                                           | 1902           | nein             | 13 m                                  | |      |
| Bismarckturm (Flatow)                    | PL         | Złotów (deutsch: Flatow), auf dem Galgenberg ⊙                                                      | 1908           | 1968             | 15 m                                  | 1968 abgerissen |      |
| Bismarckturm (Frankfurt an der Oder)     | PL         | Słubice ⊙                                                                                           | 1901           | 1945             | 14,5 m                                | Bis 1945 als Dammvorstadt Teil von Frankfurt (Oder); Entwurf Götterdämmerung von Wilhelm Kreis; als Aussichtsturm unter anderem mit Blick auf das Schlachtfeld der Schlacht bei Kunersdorf. 1901 eingeweiht, 1945 von der Wehrmacht gesprengt. |      |
| Bismarckturm (Fraustadt)                 | PL         | Wschowa ⊙                                                                                           | 1905           | ja               | 12 m                                  | Entwurf Götterdämmerung von Wilhelm Kreis, 1905 eingeweiht, Zerstörungsdatum unbekannt. |      |
| Bismarckturm (Glogau)                    | PL         | Głogów (deutsch: Glogau), auf dem Gurkauer Berg ⊙                                                   | 1906           | 1945             | 15 m                                  | Entwurf Götterdämmerung von Wilhelm Kreis. Grundsteinlegung 1906, um 1945 gesprengt. |      |
| Bismarckturm (Gottesberg)                | PL         | Boguszów, auf dem Winklerberg ⊙                                                                     | 1902           | 1947             | 11 m                                  | Einweihung 1902, 1947 gesprengt. |      |
| Bismarckturm (Grünberg)                  | PL         | Zielona Góra (deutsch: Grünberg), auf dem Meiseberg ⊙                                               | 1902           | nein             | 20 m                                  | |      |
| Bismarckturm (Guben)                     | PL         | Gubin/Guben ⊙                                                                                       | Sep. 1908      | 1945             | 26,7 m                                | Der Turm wurde nach einem vom Schöneberger Architekten Fritz Beyer gewonnenen Gestaltungswettbewerb errichtet und im September 1908 eingeweiht. Am 2. März 1945 sprengte die SS den Turm, um Artilleriebeschuss der Stadt zu vermeiden, da er weithin sichtbar war und die Stadt Guben von russischer Seite aus gesehen direkt hinter dem Berg mit dem Turm lag.                                                                                                 |      |
| Bismarckturm (Kattowitz)                 | PL         | Katowice, im Südpark auf der Beatenhöhe ⊙                                                           | 1903           | 1933             | 20 m                                  | 1903 eingeweiht, 1933 abgetragen. |      |
| Bismarckturm (Kempen)                    | PL         | Kępno ⊙                                                                                             | 1911           | ja               | 15 m                                  | 1911 eingeweiht, 1920 in Kościuszko-Turm umbenannt, Zerstörungsdatum unbekannt. |      |
| Bismarckturm (Lauenburg)                 | PL         | Lębork ⊙                                                                                            | 1913           | nein             | 31 m                                  | |      |
| Bismarckturm (Lichtfelde)                | PL         | Jasna, auf dem Waldberg ⊙                                                                           | 1915           | ja               | 29 m                                  | gesprengt (1951) |      |
| Bismarckturm (Melno)                     | PL         | Melno (ehem. Gut Melno / Melden), auf dem Mühlberg nördlich des Gutshofs ⊙                          | 1901           | ja               | 8 m                                   | nach 1945 abgebrochen |      |
| Bismarckturm (Meseritz)                  | PL         | Międzyrzecz ⊙                                                                                       | 1914           | ja               | 15,5 m                                | Ende der 1950er oder Anfang der 1960er Jahre gesprengt |      |
| Bismarckturm (Möstchen)                  | PL         | Mostki ⊙                                                                                            |                |                  |                                       | |      |
| Bismarckturm (Myslowitz)                 | PL         | Mysłowice ⊙                                                                                         | 1907           | 1933–1938        | 22 m                                  | am Dreikaisereck; nach dem Entwurf Götterdämmerung von Wilhelm Kreis; zwischen 1933 und 1938 abgetragen |      |
| Bismarckturm (Neustettin)                | PL         | Szczecinek, auf dem Burgwerder am Streizigsee ⊙                                                     | 1911           | nein             | 19 m                                  | |      |
| Bismarckturm (Ober-Johnsdorf)            | PL         | Janówek ⊙                                                                                           | 1869           | nein             | 22,5 m                                | 1869 errichtet als erster Bismarckturm überhaupt |      |
| Bismarckturm (Osterode)                  | PL         | Ostróda, im Stadtpark am nördlichen Ufer des Drewenz-Sees ⊙                                         | 1902           | nein             | 21 m; erster Bismarckturm Ostpreußens | |      |
| Bismarckturm (Peterswaldau)              | PL         | Pieszyce, auf der Hohen Eule ⊙                                                                      | 1906           | nein             | 25 m                                  | 2005–2009 in zwei Bauetappen mit Hilfe von EU-Fördermitteln (Interreg IIIa) saniert, öffentlich zugängig (besteigbar), öffentliche Ausstellung zu Geschichte und Sanierung des Turms im 1. Obergeschoss (Zugangsebene); auch Bismarckturm Reichenbach genannt |      |
| Bismarckturm (Pollnow)                   | PL         | Polanów ⊙                                                                                           | 1930           | 1945             |                                       | 1930 fertiggestellt, 1945 zerstört, die Reste kurz darauf abgerissen; heute Standort eines Feuerwachturms |      |
| Bismarckturm (Ratibor)                   | PL         | Racibórz ⊙                                                                                          | 1913           | 1933             | 18 m                                  | 1933 gesprengt |      |
| Bismarckturm (Ratzebuhr)                 | PL         | Okonek ⊙                                                                                            | 1908           | nein             | 22 m                                  | in Polen auch Tecław-Turm (Wieża Tecława) genannt |      |
| Bismarckturm (Sagan)                     | PL         | Żagań, auf dem Burgberg (Bismarck-Höhe) ⊙                                                           | 1909           | nein             | 20 m                                  | |      |
| Bismarckturm (Schivelbein)               | PL         | Świdwin, im Stadtpark ⊙                                                                             | 1911           | nein             | 22 m                                  | |      |
| Bismarckturm (Schwiebus)                 | PL         | Świebodzin, am Weinberg bei der Wohnsiedlung Widok ⊙                                                | 1908           | nein             | 22 m                                  | |      |
| Bismarckturm (Sensburg)                  | PL         | Mrągowo, im Stadtpark ⊙                                                                             | 1906           | nein             | 23 m; restauriert, in Privatbesitz    | |      |
| Bismarckturm (Sorau)                     | PL         | Żary ⊙                                                                                              | nie            | nein             | 25 m                                  | Turm wurde nicht fertiggestellt. |      |
| Bismarckturm (Stettin)                   | PL         | Szczecin-Gocław, auf dem Weinberg im Stadtteil Gotzlow ⊙                                            | 1921           | nein             | 25 m                                  | |      |
| Bismarckturm (Stonsdorf)                 | PL         | Staniszów, auf dem Prudelberg ⊙                                                                     | 1901           | 1992 oder früher | 14 m                                  | 1901 eingeweiht, vor 1992 gesprengt. |      |
| Bismarcksäule (Thorn)                    | PL         | Toruń, Bromberger Straße ⊙                                                                          | 1901           | 1926             | 12 m                                  | 1926 abgetragen |      |
| Bismarckturm (Ziegenhals)                | PL         | Głuchołazy, auf der Mittelkoppe ⊙                                                                   | 1902           | 1912             | 30 m                                  | Holzbauweise, 1902 eingeweiht, 1912 von einem Sturm zerstört. |      |
| Bismarckturm (Zobten)                    | PL         | Sobótka, auf dem Ślęża (Zobtenberg) ⊙                                                               | 1907           | nein             | 15 m                                  | |      |
| Bismarckturm (Galtgarben)                | RU         | Galtgarben ⊙                                                                                        | 1906           | 1945             | 22,58 m                               | 1945 von der Wehrmacht gesprengt |      |
| Bismarckturm (Gumbinnen)                 | RU         | Gumbinnen, Kallner Berge ⊙                                                                          | 1903           | 1945             | 12 m                                  | 1945 gesprengt |      |
| Bismarckturm (Insterburg)                | RU         | Insterburg, Standort bei Georgenburgkehlen ⊙                                                        | 1913           | 2018             | 15 m                                  | 2018 teilweise eingestürzt |      |
| Bismarckturm (Ober Eißeln)               | RU         | Gorino (Kaliningrad) ⊙                                                                              | 1911           | ja               | 19,7 m                                | Ruine, an der Nordseite beerdigt ist Bernhard Penner; ehemals nördlichster deutscher Bismarckturm |      |
| Bismarckturm (Asch)                      | CZ         | Asch, auf dem Hainberg (Haj) ⊙                                                                      | 1903           | nein             | 34 m                                  | Zweithöchster heute noch existierender Bismarckturm und höchster heute noch existierender Bismarckturm außerhalb Deutschland. |      |
| Bismarckturm (Eger)                      | CZ         | Eger, auf dem Grünberg ⊙                                                                            | 1909           | nein             | 18 m                                  | |      |
| Bismarckturm (Nixdorf)                   | CZ         | Nixdorf, auf dem Tanzplan (Tanečnice) ⊙                                                             | 1905           | nein             | 26 m                                  | |      |
| Bismarckturm (Concepción)                | CL         | Concepción (Chile), auf dem Cerro Caracol oberhalb der Stadt ⊙                                      | 1921           | ja               | 9,15 m                                | 1921 eingeweiht, beim Erdbeben von Chillán 1939 so stark beeinträchtigt, dass das Obergeschoss abgetragen werden musste. Weitere starke Beschädigung beim Erdbeben von Concepción 1960 und Erdbeben in Chile 2010. Repariert 2019. |      |
| Bismarckturm (Kap Nachtigal)             | CM         | Kamerun, südlich von Limbe auf Kap Nachtigal, welches die Ambas Bay von der Man of War Bay trennt ⊙ | 1901           | nein             | 10 m                                  | 1901 erbaut, ab 1903 und bis mindestens 1965 als Leuchtturm benutzt. |      |
| Bismarckturm (Neuguinea)                 | PG         | Papua-Neuguinea, auf dem Varzinsberg nahe Toma auf der Gazelle-Halbinsel                            | 1910           |                  |                                       | Einweihung 1910, weiteres Schicksal unbekannt |      |
| Bismarcksäule (Tansania)                 | TZ         | Tansania, auf dem Singinoberg südwestlich von Kilwa Kivinje                                         | 1901           |                  | 10 m                                  | Säule aus Korallensteinen, mit indischem Sandstein verkleidet, darauf ein Dreifuß mit Feuerschale. Einweihung 1901, weiteres Schicksal unbekannt. |      |